# مبدل آنالوگ به دیجیتال
مبدل آنالوگ به دیجیتال (Analog to Digital Converter=ADC)، مداری الکترونیکی که سیگنال‌های پیوسته آنالوگ را به داده‌های گسسته دیجیتالی یا رقمی تبدیل می‌کند.

## مراحل تبدیل سیگنال آنالوگ به دیجیتال
نمونه‌برداری
با استفاده از تبدیل فوریه می‌توان نشان داد که اگر از یک سیگنال آنالوگ با بسامد بیش از ۲ برابر حداکثر بسامد موجود در آن نمونه‌برداری کنیم، می‌توان با استفاده از مقادیر به دست آمده، سیگنال اصلی را دقیقاً بازسازی کرد. به بسامد دو برابر مزبور بسامد نایکویست گفته می‌شود و در سیستم‌های عملی جهت ملاحظات خاصی ۲٫۲ در نظر گرفته می‌شود. حاصل نمونه‌برداری از سیگنال آنالوگ را سیگنال گسسته گویند.
کوانتش
سیگنال گسسته را جهت دیجیتال‌سازی باید به مقادیر خاصی محدود کرد، به این عملیات، کوانتش گویند. یک دلیل کوانتش آن است که دستگاه‌های کنونی قدرت تشخیص صددرصد یک سیگنال و ذخیره‌سازی آن را ندارند.
دیجیتال‌سازی
سیگنال کوانتیده را به صورت‌های مختلف می‌توان دیجیتال (یعنی به رشتهٔ صفر و یک) تبدیل کرد، که این خود اساس پیدایش دانش کدینگ است. هر سطح سیگنال کوانتیده را به صورت‌های مختلف می‌توان دیجیتال کرد.